# Richard Knopper
Richard Knopper (Den Haag, 29 augustus 1977) is een voormalig Nederlands profvoetballer die als aanvallende middenvelder speelde.

## Biografie

### Opleiding
Knopper doorliep alle jeugdafdelingen van Feyenoord en bleek een getalenteerde voetballer te zijn. Aangezien de jeugdopleiding bij Ajax in die tijd hoger aangeschreven stond en hij de kans kreeg daar zijn opleiding te vervolgen vertrok hij richting Amsterdam.

### Profcarrière
In 1997 maakte hij zijn debuut in het eerste van Ajax, waar hij tot 2002 speelde. In die tijd speelde hij in totaal 66 wedstrijden en scoorde daarin 19 keer. Ondanks dat hij regelmatig speelde brak hij nooit definitief door, onder andere vanwege de vele blessures die hem achtervolgden. Daarna vertrok hij naar het Griekse Aris Saloniki, waar hij op huurbasis speelde. Na een seizoen in Griekenland te hebben gespeeld keerde hij terug naar Nederland, waar hij zijn handtekening zette onder een contract bij sc Heerenveen. Ook bij Heerenveen speelde hij een seizoen, om vervolgens de club in 2004 weer te verlaten.
In 2005 en 2006 speelde hij bij Vitesse en in augustus 2006 verhuisde hij naar ADO Den Haag. Hier speelde hij tot aan het einde van het seizoen 2009-2010, waar zijn contract niet meer verlengd werd. Hij hield zijn conditie op peil bij Haaglandia in Rijswijk en tekende een contract in Indonesië waar hij tot september uitkwam. Hierna was zijn profloopbaan ten einde en ging hij als amateur spelen bij Haaglandia.

### Trainerscarrière
Knopper is enige tijd actief geweest als jeugdtrainer bij ADO Den Haag (2013–2016). Daarna ging Knopper aan de slag bij de jeugdopleiding van Ajax. Op 13 mei tekende hij een twee-jarig contract als assistent-trainer bij het eerste elftal van ADO Den Haag. Samen met hoofdtrainer Aleksandar Ranković werd Knopper in november 2020 ontslagen.

## Profresultaten
| Seizoen | Club          | Land        | Wedstrijden | Doelpunten | Competitie     |
| ------- | ------------- | ----------- | ----------- | ---------- | -------------- |
| 1997/98 | Ajax          | Nederland   | 2           | 0          | Eredivisie     |
| 1998/99 | Ajax          | Nederland   | 11          | 0          | Eredivisie     |
| 1999/00 | Ajax          | Nederland   | 33          | 15         | Eredivisie     |
| 2000/01 | Ajax          | Nederland   | 8           | 3          | Eredivisie     |
| 2001/02 | Ajax          | Nederland   | 12          | 1          | Eredivisie     |
| 2002/03 | Aris Saloniki | Griekenland | 21          | 1          | Alpha Ethniki  |
| 2003/04 | sc Heerenveen | Nederland   | 32          | 9          | Eredivisie     |
| 2004/05 | Vitesse       | Nederland   | 24          | 5          | Eredivisie     |
| 2005/06 | Vitesse       | Nederland   | 23          | 3          | Eredivisie     |
| 2006/07 | ADO Den Haag  | Nederland   | 15          | 2          | Eredivisie     |
| 2007/08 | ADO Den Haag  | Nederland   | 25          | 5          | Eerste divisie |
| 2008/09 | ADO Den Haag  | Nederland   | 32          | 10         | Eredivisie     |
| 2009/10 | ADO Den Haag  | Nederland   | 13          | 0          | Eredivisie     |
| 2011    | PSM Makassar  | Indonesië   | 8           | 0          | Pertama Divisi |
| Totaal  | Totaal        | Totaal      | 251         | 54         | 54             |